# منطقة بنيامين ويليام مكابا الاقتصادية الخاصة
منطقة بنيامين ويليام مكابا الاقتصادية الخاصة هي منطقة اقتصادية خاصة في مابيبو في دار السلام عاصمة تنزانيا.
تعد المنطقة مبادرة حكومية لتمكين البلاد من الوصول إلى وضع شبه صناعي. تم تأسيس المنطقة إنه بموجب خطة ميني تايغر 2020 التي تهدف إلى خلق نمو اقتصادي بمعدل مماثل للنمور الآسيوية.